# Glossopappus macrotus subsp. chrysanthemoides
Glossopappus macrotus subsp. chrysanthemoides é uma subespécie de planta com flor pertencente à família Asteraceae. 
A autoridade científica da subespécie é (Kunze) Maire.

## Portugal
Trata-se de uma subespécie presente no território português, nomeadamente em Portugal Continental.
Em termos de naturalidade é nativa da região atrás indicada.

## Protecção
Não se encontra protegida por legislação portuguesa ou da Comunidade Europeia.